# Billy Bush och Donald Trump-skandalen
| Donald Trump (vänster) och Billy Bush (höger). |  | Donald Trump (vänster) och Billy Bush (höger). |
| Donald Trump (vänster) och Billy Bush (höger). |  |                                                |

Bush och Trump-skandalen är den händelse med efterspel då The Washington Post den 7 oktober 2016 publicerade en inspelning med Billy Bush och Donald Trump från 2005. Publiceringen skedde två dagar före den andra presidentvalsdebatten i presidentvalet i USA 2016 där Trump var det republikanska partiets presidentkandidat.

## Innehåll
Inspelningen gjordes på en buss medan Trump skulle förbereda sig för att filma ett avsnitt av Access Hollywood. På bandet hör man Trump tillsammans med programmets tidigare värd Billy Bush skryta om att kyssa kvinnor och hur han tar på kvinnors könsorgan. "I just start kissing them," berättar han, "I don't even wait. And when you're a star, they let you do it, you can do anything ... grab them by the pussy." Under inspelningen talar Trump även om hur han försökt förföra en gift kvinna; "moved on her very heavily", berättar han. Dessa uttalanden spelades in ett par månader efter att Trump gifte sig med sin tredje och nuvarande fru, Melania, som var gravid med sonen Barron vid tidpunkten.

## Reaktioner och efterspel
Trumps språk på inspelningen beskrevs av media som "vulgärt", "sexistiskt" och igenkännande av ett sexuellt övergrepp. Händelsen fick honom att göra sin första offentliga ursäkt under valkampanjen och orsakade upprördhet över det politiska spektrumet. Detta ledde till att många republikaner slutade stödja Trump och några uppmanade honom att lämna presidentvalet. Även Trumps vicepresidentkandidat Mike Pence tog avstånd från de uttalanden som görs på inspelningen, men förlät Trump efter den offentliga ursäkt som han gjorde efter publiceringen. En del Trump-supportrar runt om i världen slutade att stödja honom, inklusive en del konservativa i Storbritannien.
Efter händelsen berättade åtminstone 15 kvinnor om att de hade varit med om liknande händelser, vilket resulterade i omfattande mediebevakning.
Trump och hans kampanj har förnekat alla sexualbrottsanklagelser, som Trump har kallat för "false smears" och hävdade att en konspiration var emot honom. I sina två offentliga uttalanden som svar på kontroversen, svarade Trump bland annat genom att hävda att Bill Clinton, USA:s tidigare president och make till Hillary Clinton, har gjort och sagt värre saker om kvinnor samt att Hillary har "mobbat" sin makes offer.

### Krav för att släppa kampanjen
Vid 8 oktober, hade flera dussin republikaner krävt att Trump skulle dra sig ur kampanjen och att man skulle låta Mike Pence ta över den republikanska kandidatlistan som president. Bland de som favoriserade ett övertagande av Pence var den tidigare guvernören Jon Huntsman, senatorerna Dan Sullivan, Cory Gardner och Deb Fischer.